# Jimmy Recca
Jimmy Recca (nascido em 1949) é um músico estadounidense mais conhecido por ter sido baixista da banda The Stooges. Sua participação na banda foi breve, do começo de 1971 até a primeira separação da banda em July 9, 1971.
Depois de um período com roadies e não-músicos ocupando a vaga de baixista deixada por Dave Alexander, James Williamson convidou Recca para tocar, ele foi a única substituição provável.
Recca também foi um membro do The New Order, banda de Los Angeles formada em 1975 por Ron Asheton logo após a separação do Stooges. 